# Тихое (Харьковская область)
Тихое (укр. Тихе), поселок, 
Волчанско-Хуторский сельский совет,
Волчанский район,
Харьковская область.
Код КОАТУУ — 6321681204. Население по переписи 2001 года составляет 164 (68/96 м/ж) человека.

## Географическое положение
Посёлок Тихое находится на правом берегу реки Волчья, выше по течению и на противоположном берегу расположено село Волчанские Хутора, ниже по течению примыкает г. Волчанск.
Вокруг поселка большой садовый массив.

## История
- 1670 - дата основания.

## Объекты социальной сферы
- Фельдшерско-акушерский пункт.